# ناحیه‌های سوریه
ناحیه جایگاه سوم را پس از استان و منطقه در هرم تقسیمات کشوری سوریه دارد. در سوریه، ناحیه طبق قانون وزارت ادارهٔ محلی: ناحیه ای از منطقه است که جمعیت آن از ۲۵٬۰۰۰ تن کم‌تر نباشد، نام‌گذاری، ایجاد ناحیه و تعین مرکز و نام آن و مرزهای آن به دست وزیر ادارهٔ محلی سوریه انجام می‌گیرد، در رأس هر ناحیه، ناحیه دار قرار دارد.
گشور سوریه به ۲۸۰ ناحیه تقسیمم می‌شود، بیشترین مساحت را ناحیه مرکزی تدمر با مساحتی بالغ بر ۱۷٬۱۶۶٫۲۳ کیلومتر مربع دارا است و کوچک‌ترینش ناحیه رواد جزیرهٔ ارواد با مساحت ۰٫۲۳ کیلومتر مربع است. پرجمعیت‌ترین ناحیه سوریه ناحیه مرکزی جبل سمعان با جمعیتی حدود ۲٬۱۸۱٬۰۶۱ تن است، اما کم جمعیت‌ترین ناحیه سوریه ناحیه السبع بیار با جمعیت (۳۹۵) تن است. تازه‌تأسیس‌ترین ناحیه‌های سوریه ناحیه کفرلاها است که از ناحیه مرکزی تلدو جدا شده‌است و دیگر نیز ناحیه الحوز می‌باشد که از ناحیه مرکزی القصیر جدا شده‌است.

## استان دمشق
- دمشق

## استان حلب
| منطقه جبل سمعان - ناحیه مرکزی جبل سمعان - ناحیه تل الضمان - ناحیه حاضر - ناحیه حریتان - ناحیه داره عزه - ناحیه زربه - ناحیه زمار منطقه باب - ناحیه مرکزی باب - ناحیه تادف - ناحیه راعی - ناحیه عریمه | منطقه عفرین - ناحیه مرکزی عفرین - ناحیه بلبل - ناحیه جندیرس - ناحیه راجو - ناحیه شران - ناحیه شیخ الحدید - ناحیه معبطلی منطقه اعزاز - ناحیه مرکزی اعزاز - ناحیه تل رفعت - ناحیه اخترین - ناحیه صوران - ناحیه مارع - ناحیه نبل | منطقه منبج - ناحیه مرکزی منبج - ناحیه ابو قلقل - ناحیه خفسه - ناحیه مسکنه - ناحیه ابو کهف منطقه عین العرب - ناحیه مرکزی عین العرب - ناحیه شیوخ تحتانی - ناحیه صرین - ناحیه جلبیه | منطقه سفیره - ناحیه مرکزی سفیره - ناحیه بنان - ناحیه حاجب - ناحیه خناصر - ناحیه تلعرن منطقه جرابلس - ناحیه مرکزی جرابلس - ناحیه غندوره | منطقه دیر حافر - ناحیه مرکزی دیر حافر - ناحیه رسم حرمل الامام - ناحیه کویرس شرقی منطقه اتارب - ناحیه مرکزی اتارب - ناحیه ابین سمعان - ناحیه آورم الکبری |

## استان ریف دمشق
| منطقه مرکز ریف دمشق - ناحیه ببیلا - ناحیه جرمانا - ناحیه عربین - ناحیه کسوه - ناحیه کفر بطنا - ناحیه ملیحه | منطقه دوما - ناحیه مرکزی دوما - ناحیه حران العوامید - ناحیه حرستا - ناحیه سبع بیار - ناحیه ضمیر - ناحیه غزلانیه - ناحیه نشابیه | منطقه قطیفه - ناحیه مرکزی قطیفه - ناحیه جیرود - ناحیه رحیبه - ناحیه معلولا منطقه تل - ناحیه مرکزی تل - ناحیه رنکوس - ناحیه صیدنایا | منطقه یبرود - ناحیه مرکزی یبرود - ناحیه عسال الورد منطقه نبک - ناحیه مرکزی نبک - ناحیه دیر عطیه - ناحیه قاره | منطقه زبدانی - ناحیه مرکزی زبدانی - ناحیه سرغایا - ناحیه مضایا منطقه قطنا - ناحیه مرکزی قطنا - ناحیه بیت جن - ناحیه سعسع | منطقه داریا - ناحیه مرکزی داریا - ناحیه حجر الاسود - ناحیه صحنایا منطقه قدسیا - ناحیه مرکزی قدسیا - ناحیه دیماس - ناحیه عین الفیجه |

## استان حمص
| منطقه حمص - ناحیه مرکزی حمص - ناحیه حسیاء - ناحیه خربه تین نور - ناحیه رقاما - ناحیه شین - ناحیه صدد - ناحیه مهین - ناحیه عین النسر - ناحیه فرقلس - ناحیه قریتین | منطقه تلدو - ناحیه مرکزی تلدو - ناحیه کفرلاها - ناحیه قبو | منطقه قصیر - ناحیه مرکزی قصیر - ناحیه الحوز | منطقه تلکلخ - ناحیه مرکزی تلکلخ - ناحیه حدیده - ناحیه حواش - ناحیه ناصره | منطقه رستن - ناحیه مرکزی رستن - ناحیه تلبیسه | منطقه تدمر - ناحیه مرکزی تدمر - ناحیه سخنه | منطقه مخرم - ناحیه مرکزی مخرم - ناحیه جب الجراح |

## استان حما
| منطقه حمات - ناحیه مرکزی حماه - ناحیه حربنفسه - ناحیه حمراء - ناحیه صوران | منطقه سقیلبیه - ناحیه مرکزی سقیلبیه - ناحیه سلحب - ناحیه زیاره - ناحیه شطحه - ناحیه قلعه المضیق | منطقه سلمیه - ناحیه مرکزی سلمیه - ناحیه بری شرقی - ناحیه سعن - ناحیه صبوره - ناحیه عقیربات | منطقه محرده - ناحیه مرکزی محرده - ناحیه کرناز - ناحیه کفر زیتا | منطقه مصیاف - ناحیه مرکزی مصیاف - ناحیه جب رمله - ناحیه عوج - ناحیه عین حلاقیم - ناحیه وادی العیون |

## استان لاذقیه
| منطقه لاذقیه - ناحیه مرکزی لاذقیه - ناحیه بهلولیه - ناحیه ربیعه - ناحیه عین البیضا - ناحیه قسطل معاف - ناحیه کسب - ناحیه هنادی | منطقه جبله - ناحیه مرکزی جبله - ناحیه بیت یاشوط - ناحیه دالیه - ناحیه عین شقاق - ناحیه عین شرقی - ناحیه قطیلبیه | منطقه حفه - ناحیه مرکزی حفه - ناحیه صلنفه - ناحیه عین التینه - ناحیه کنسبا - ناحیه مزیرعه | منطقه قرداحه - ناحیه مرکزی قرداحه - ناحیه جوبه برغال - ناحیه حرف المسیتره - ناحیه فاخوره |

## استان ادلب
| منطقه ادلب - ناحیه مرکزی ادلب - ناحیه ابو الظهور - ناحیه بنش - ناحیه سراقب - ناحیه تفتناز - ناحیه معرتمصرین - ناحیه سرمین | منطقه معره نعمان - ناحیه مرکزی معره النعمان - ناحیه کفر نبل - ناحیه خان شیخون - ناحیه سنجار - ناحیه تمانعه - ناحیه حیش | منطقه جسرالشغور - ناحیه مرکزی جسر الشغور - ناحیه بداما - ناحیه درکوش - ناحیه جانودیه | منطقه حارم - ناحیه مرکزی حارم - ناحیه دانا - ناحیه سلقین - ناحیه کفر تخاریم - ناحیه قورقینا - ناحیه ارمناز | منطقه اریحا - ناحیه مرکزی اریحا - ناحیه احسم - ناحیه محمبل |

## استان حسکه
| منطقه حسکه - ناحیه مرکزی حسکه - ناحیه بئر الحلو الوردیه - ناحیه تل تمر - ناحیه شداده - ناحیه عریشه - ناحیه مرکده - ناحیه هول | منطقه قامشلی - ناحیه مرکزی قامشلی - ناحیه تل حمیس - ناحیه عامودا - ناحیه قحطانیه | منطقه مالکیه - ناحیه مرکزی مالکیه - ناحیه جوادیه - ناحیه یعربیه | منطقه راس العین - ناحیه مرکزی راس العین - ناحیه درباسیه |

## استان دیرالزور
| منطقه دیر الزور - ناحیه مرکزی دیر الزور - ناحیه بصیره - ناحیه تبنی - ناحیه خشام - ناحیه صور - ناحیه کسره - ناحیه موحسن | منطقه ابوکمال - ناحیه مرکزی بوکمال - ناحیه جلاء - ناحیه سوسه - ناحیه هجین | منطقه میادین - ناحیه مرکزی میادین - ناحیه ذیبان - ناحیه عشاره |

## استان طرطوس
| منطقه طرطوس - ناحیه مرکزی طرطوس - ناحیه ارواد - ناحیه حمیدیه - ناحیه خربه معزه - ناحیه سودا - ناحیه کریمه - ناحیه صفصافه | منطقه بانیاس - ناحیه مرکزی بانیاس - ناحیه روضه - ناحیه عنازه - ناحیه قدموس - ناحیه حمّام واصل - ناحیه طواحین - ناحیه تالین | منطقه صافیتا - ناحیه مرکزی صافیتا - ناحیه مشتی الحلو - ناحیه البارقیه - ناحیه سبه - ناحیه سیسنیه - ناحیه راس الخشوفه | منطقه دریکیش - ناحیه مرکزی دریکیش - ناحیه جنینه رسلان - ناحیه حمین - ناحیه دویر رسلان | منطقه شیخ بدر - ناحیه مرکزی شیخ بدر - ناحیه برمانه المشایخ - ناحیه قمصیه |

## استان رقه
| منطقه رقه - ناحیه مرکزی رقه - ناحیه سبخه - ناحیه کرامه - ناحیه معدان | منطقه طبقه - ناحیه مرکزی طبقه - ناحیه منصوره - ناحیه جرنیه | منطقه تل ابیض - ناحیه مرکزی تل ابیض - ناحیه سلوک - ناحیه عین عیسی |

## استان درعا
| منطقه درعا - ناحیه مرکزی درعا - ناحیه بصری شام - ناحیه جیزه - ناحیه خربه غزاله - ناحیه داعل - ناحیه شجره - ناحیه مزیریب - ناحیه مسیفره | منطقه الصنمین - ناحیه مرکزی صنمین - ناحیه مسمیه - ناحیه غباغب | منطقه ازرع - ناحیه مرکزی ازرع - ناحیه تسیل - ناحیه جاسم - ناحیه حراک - ناحیه شیخ مسکین - ناحیه نوی |

## استان سویدا
| منطقه سویدا - ناحیه مرکزی سویدا - ناحیه مزرعه - ناحیه مشنف | منطقه شهبا - ناحیه مرکزی شهبا - ناحیه شقا - ناحیه صوره الصغیره - ناحیه عریقه | منطقه صلخد - ناحیه مرکزی صلخد - ناحیه ذیبین - ناحیه غاریه - ناحیه قریا - ناحیه ملح |

## استان قنیطره
| منطقه قنیطره - ناحیه مرکزی قنیطره - ناحیه خشنیه - ناحیه خان ارنبه - ناحیه مسعده | منطقه فیق - ناحیه مرکزی فیق - ناحیه بطیحه |